# Font d'Arró
La Font d'Arró és una font d'Arró al municipi d'Es Bòrdes (Vall d'Aran) inclosa a l'Inventari del Patrimoni Arquitectònic de Catalunya.

## Descripció
Dipòsit de marbre del país, de forma rectangular, que forma part de la font del poble. En un lateral trobem inscrita la data 1871. Aquesta data pot correspondre a la col·lecció d'aquesta peça en la font. No podem parlar de cap estil particular quedant inclòs en el popular.

## Història
La font, tal com la trobem actualment, va ser acondicionada fa uns dos anys al pavimentar els carrers.